# Gilbert de Guingand
Gilbert de Guingand (1891-1918) est un as de l'aviation de la Première Guerre mondiale, avec 8 victoires reconnues en combat aérien, mort en service.

## Biographie
Gilbert Marie de Guingand, de son vrai nom Deguingand, fils de Pierre Maurice Deguingand et de Suzanne Pottier Housay Lemartinet, artiste peintre.
Il perd la vie lors d'un accident de décollage à Revigny le 22 octobre 1918,.

## Carrière militaire et engagement dans la Première Guerre mondiale
Gilbert de Guingand est de la classe 1911 et est de service actif en 1912, au 21e division d'infanterie coloniale. Il rejoint l'aviation en octobre 1915 en tant qu'élève pilote, où après formation et brevet (numéro 2722), il devient pilote de reconnaissance en février 1916.

Son affectation à l'escadrille C34, constituée d'appareils Caudron en juillet 1916 l'amène à devenir pilote de chasse. Il passe aux escadrille N88 (un jour seulement le 20 avril 1917) et N48, qui volent sur des Nieuport sur lesquels il remporte ses premières victoires.

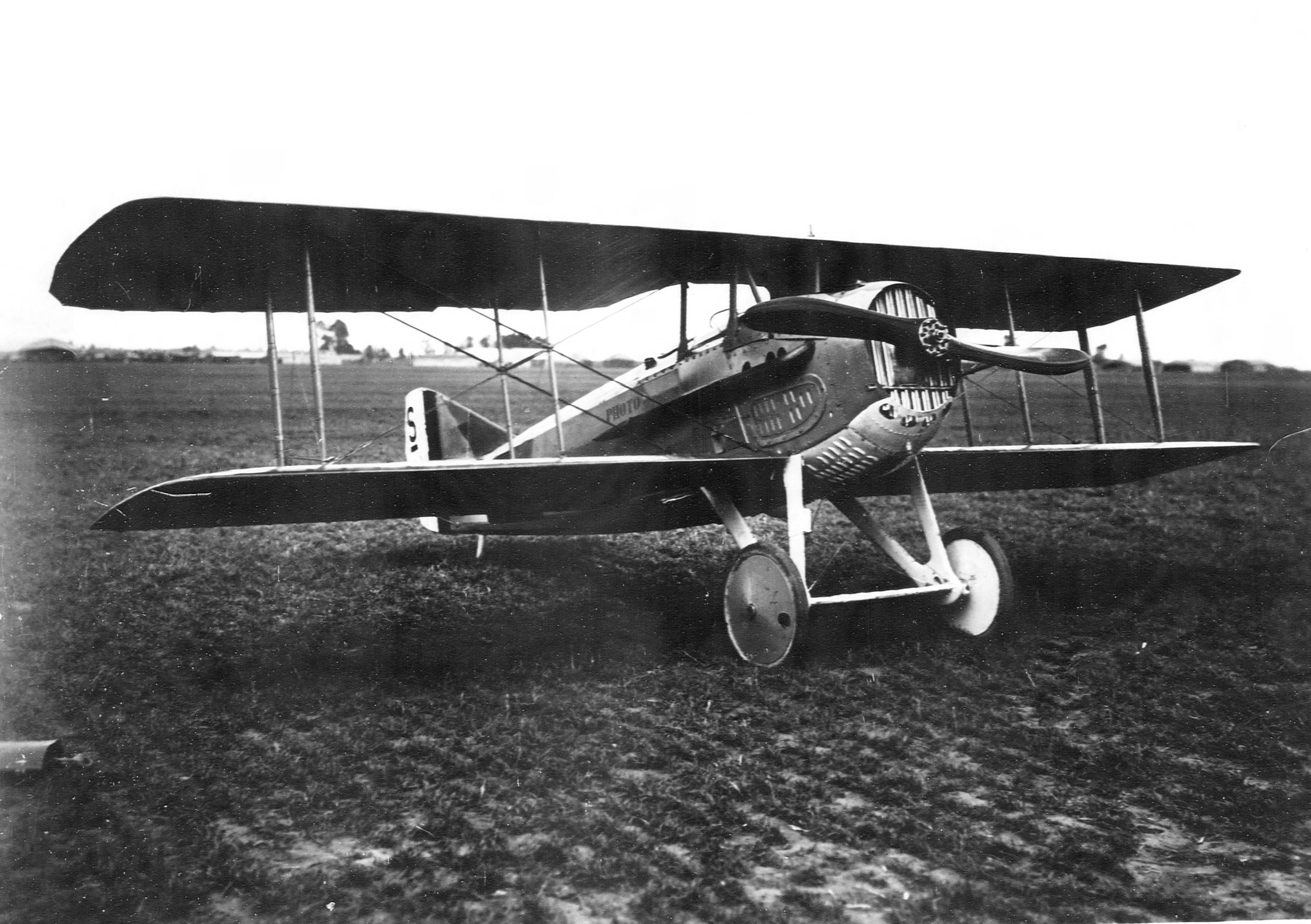
Un SPAD S.XIII similaire à celui avec lequel de Guingand trouve la mort lors d'un décollage en octobre 1918.

Pilote sur appareil Nieuport à l'escadrille 15, il passe à l'escadrille 48 et y remporte ses quatre premières victoires de 1917,. Il est blessé au combat le 3 septembre lors d'un engagement contre plusieurs avions allemands, il reçoit peu après la Légion d'honneur et la Croix de Guerre belge. Après sa guérison, il rejoint son escadrille Spa48 désormais munie de modèles SPAD, sur lesquels il remporte ses quatre dernières victoires dont la dernière confirmée le 7 juin 1918.
La croix de chevalier de la Légion d'honneur lui est décernée le 17 juin 1918. Son dossier précise ses victoires, mais aussi son audace dans la destruction de ballons d'observation, et met l'accent sur le fait que de Guingand a été abattu dans les lignes ennemies lors d'un vol de reconnaissance et qu'il a échappé aux Allemands pour rejoindre les lignes françaises.

## Activité artistique
A côté de sa carrière militaire, Gilbert de Guingand a également exercé une activité artistique notable. Peintre décorateur avant d'effectuer son service militaire à partir de 1912, il pratique la peinture et le dessin tout au long de sa vie. Cette passion trouve son origine dans la profession de ses parents, tous deux artistes peintres,. 
Constituée de portraits, de paysages et de scènes de genre, une partie de l'œuvre de Gilbert de Guingand permet de documenter la Première Guerre mondiale. Dans ses Aquarelles de guerre et ses Dessins de guerre, conservés à La Contemporaine, Gilbert de Guingand exécute sur le vif des instants qu'il observe durant le conflit. Ces scènes, parfois violentes, décrivent des soldats et des paysages qu'il a rencontrés au fil de son engagement militaire. Ces œuvres ont été présentées lors d'une exposition organisée par La Contemporaine au château de Vincennes en 1962, en résonance avec le roman La Croix de bois de Roland Dorgelès.

## Liste des victoires[1]
| Numéro | Date             | Appareil piloté | Appareil adverse              | Issue du combat | Note                                                                    |
| ------ | ---------------- | --------------- | ----------------------------- | --------------- | ----------------------------------------------------------------------- |
| 1      | 26 juin 1917     |                 | Albatros D.V chasseur         | Abattu          | Victoire partagée                                                       |
| 2      | 18 août 1917     |                 | Albatros D.V                  | Abattu          | Victoire partagée avec Armand de Turenne                                |
| 3      | 26 août 1917     |                 | Albatros                      | Abattu          | Victoire partagée avec René Montrion                                    |
| 4      | 15 décembre 1917 |                 | Appareil biplace allemand     | Abattu          | Victoire partagée avec Robert Delannoy et Jacques Sabattier de Vignolle |
| 5      | 21 mars 1918     |                 | Albatros                      | Abattu          | Victoire partagée avec André Barcat (en)                                |
| 6      | 31 mai 1918      |                 | Fokker triplan                | Abattu          |                                                                         |
| 7      | 6 juin 1918      |                 | Ballon d'observation          | Abattu          |                                                                         |
| 8      | 7 juin 1918      |                 | Ballon d'observation allemand | Abattu          | Victoire partagée avec Edmond Caillaux                                  |

## Galerie

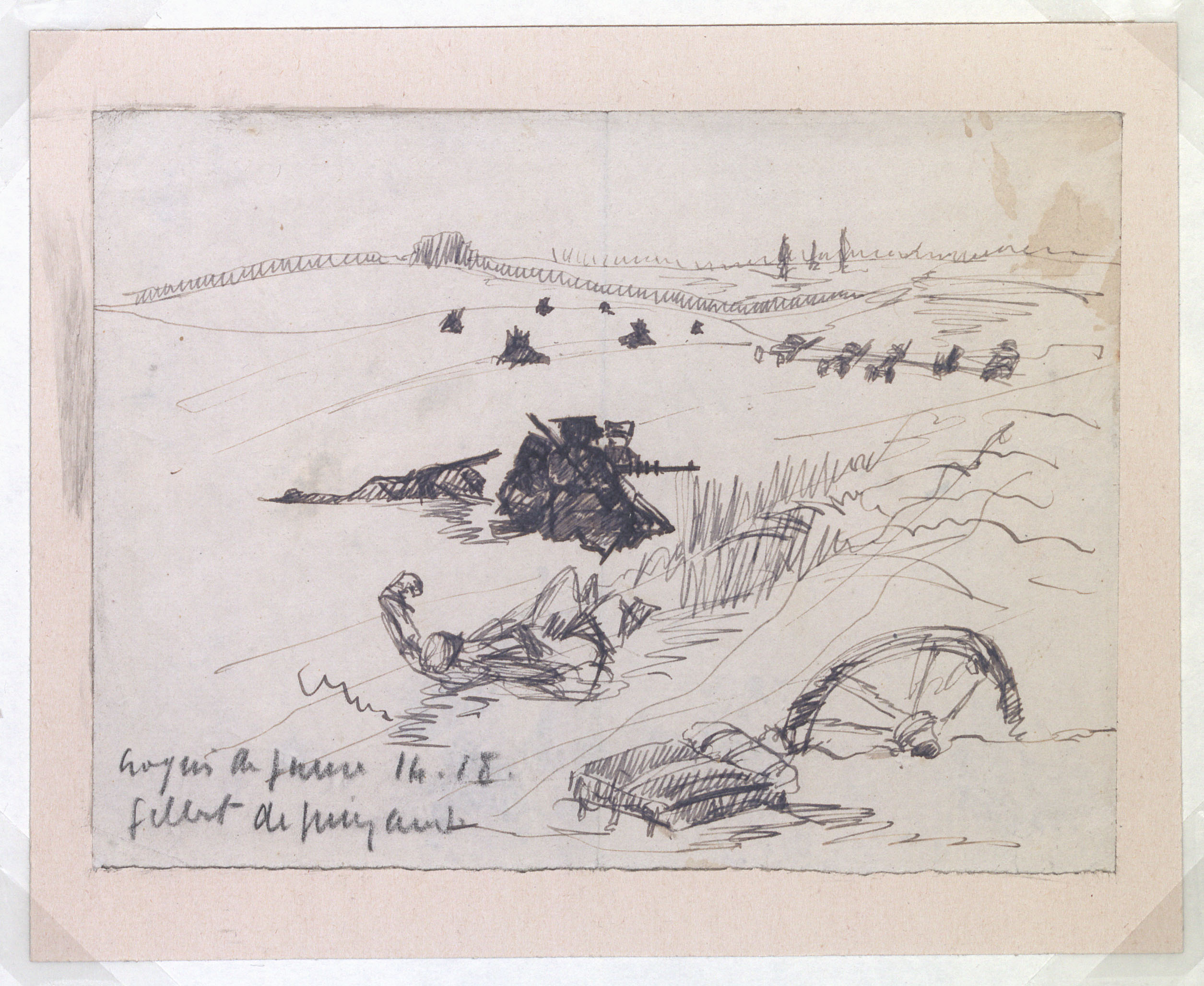
Mort sur un champ de bataille, Gilbert de Guingand, La Contemporaine
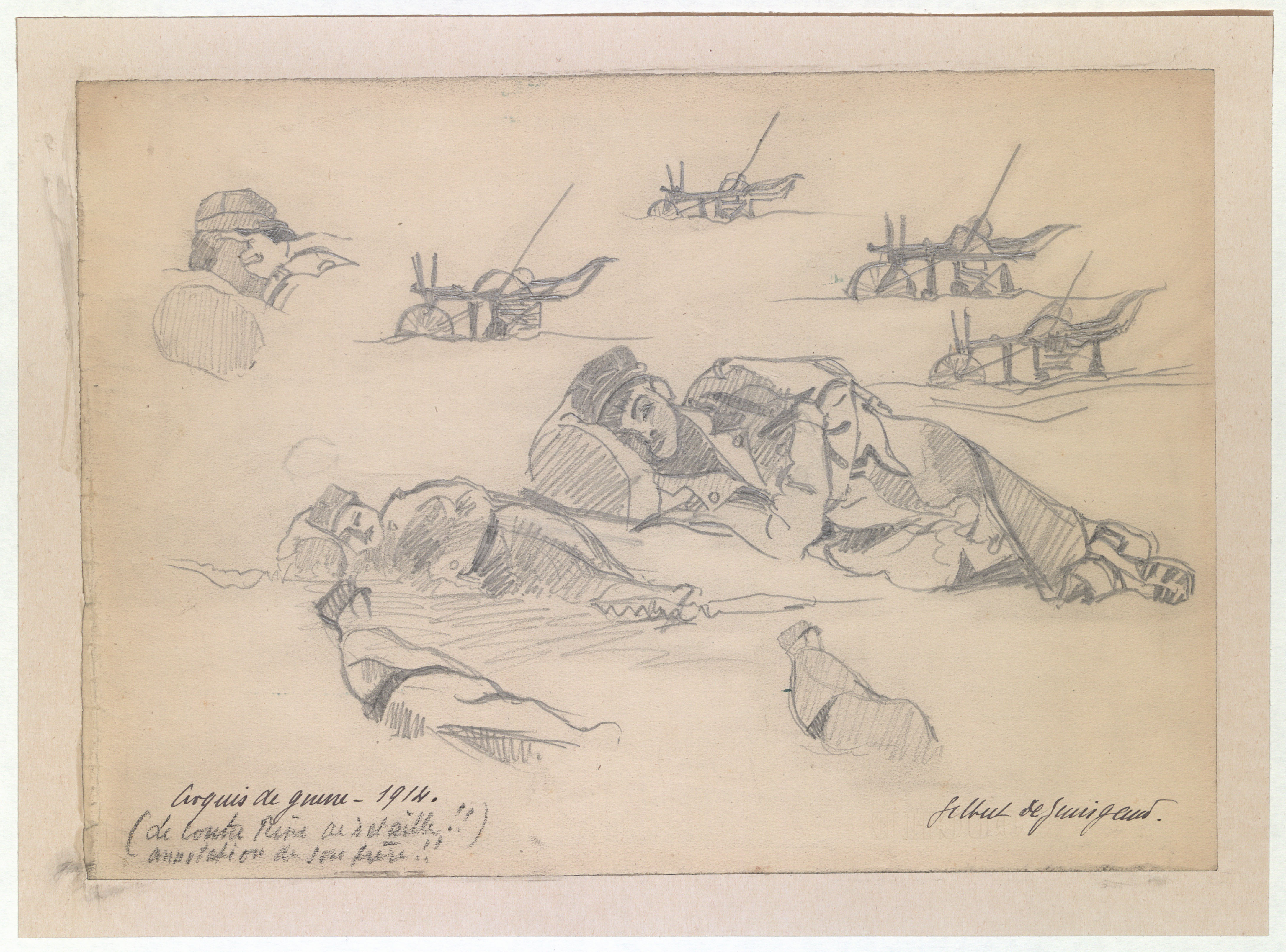
Le Contre rêve de la bataille, Gilbert de Guingand, graphite sur papier, La Contemporaine
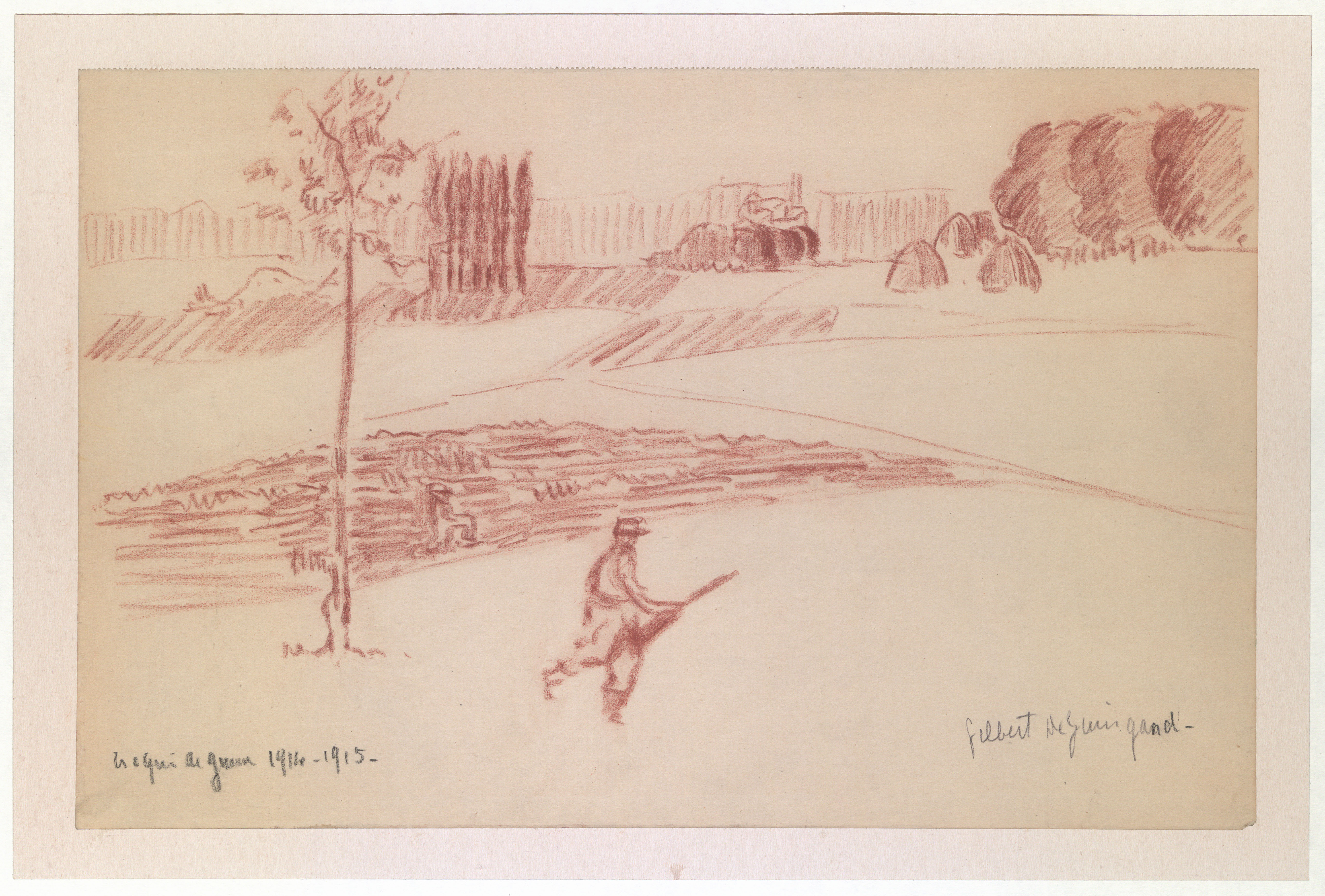
Deux Soldats dans un paysage champêtre, Gilbert de Guingand, 1914-1915, La Contemporaine
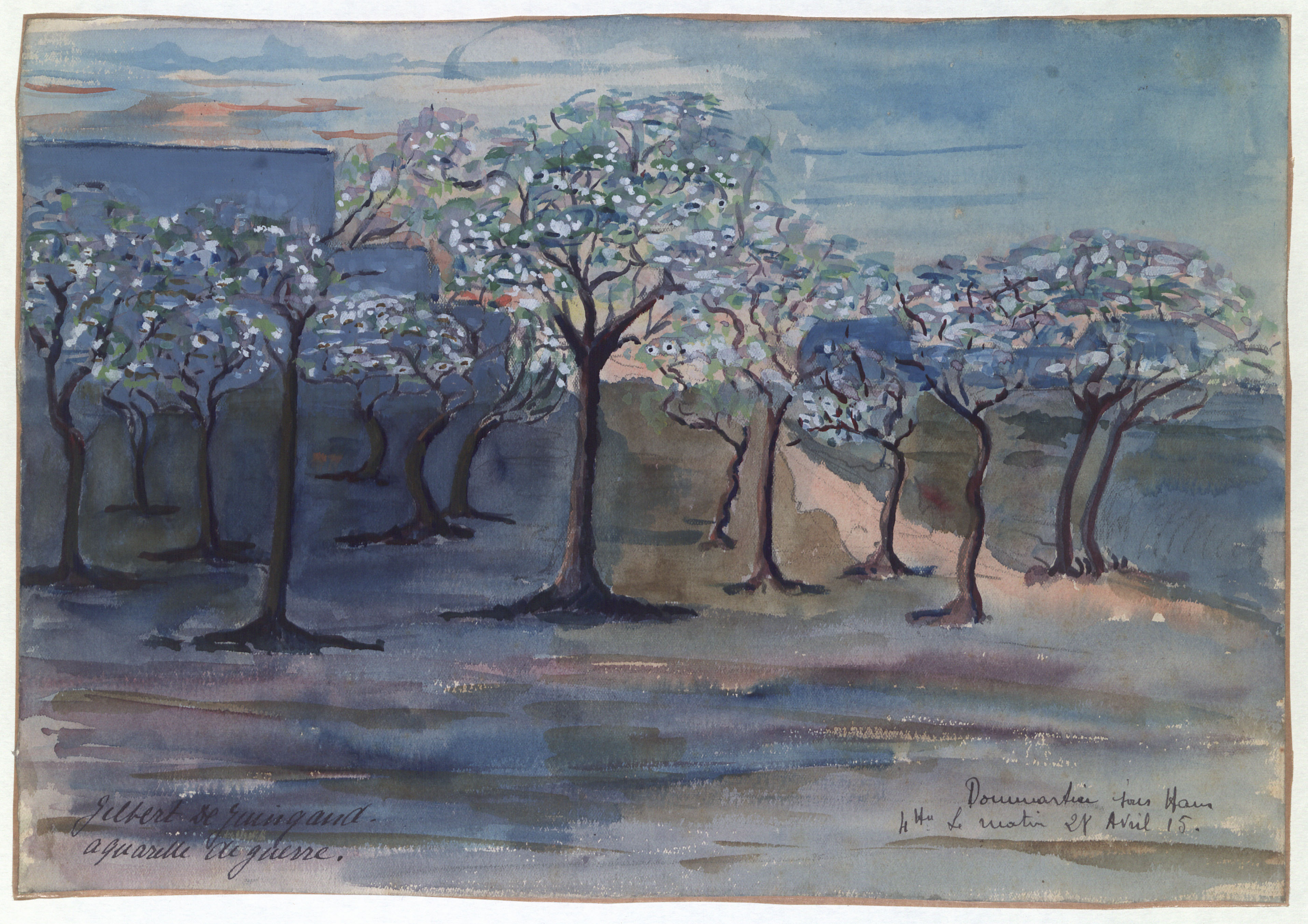
Dommartin-sous-Hans, 4h le matin, 28 avril 1915, Gilbert de Guingand, aquarelle, La Contemporaine
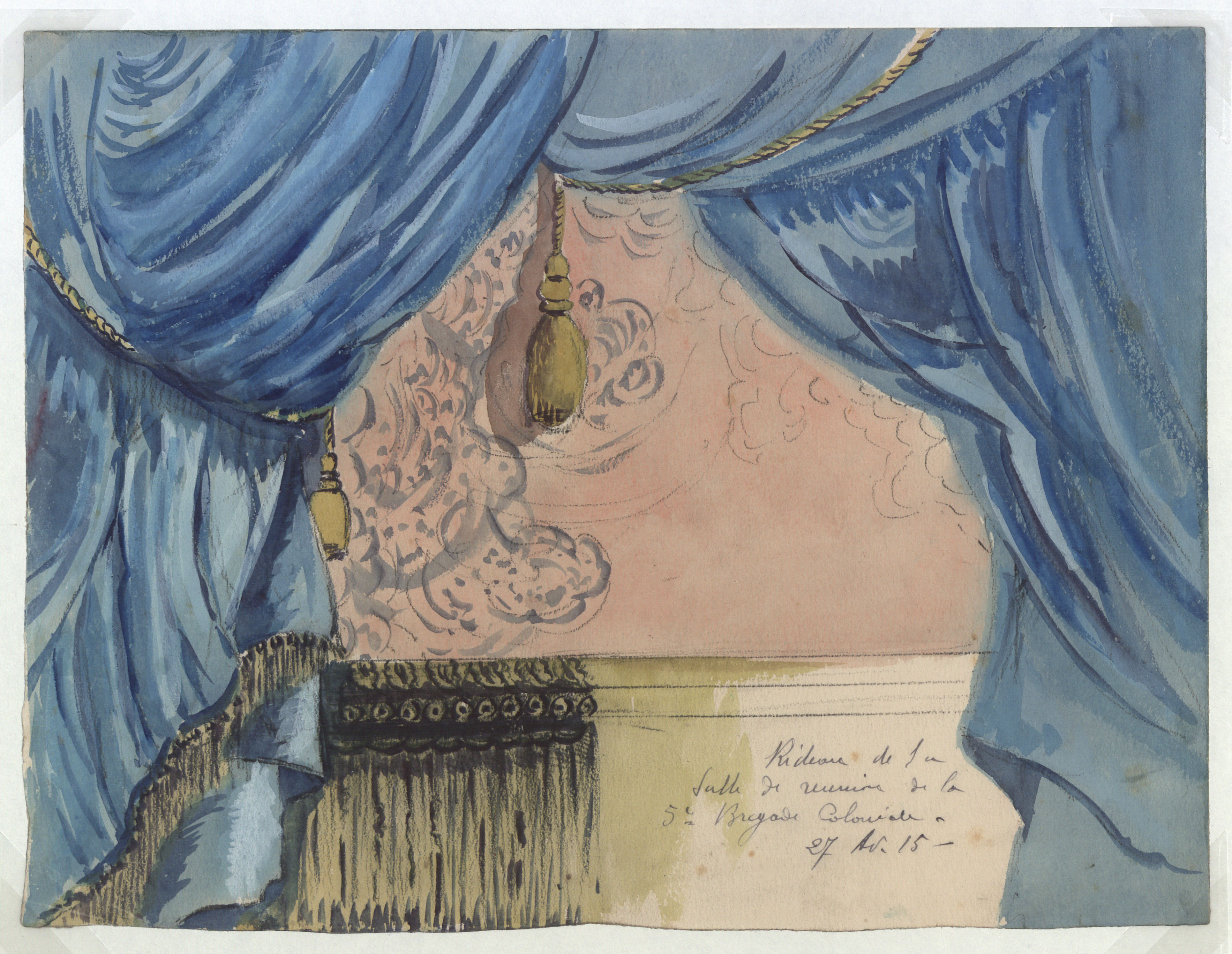
Rideau de la salle de réunion de la 5e brigade coloniale, 27 avril 1915, Gilbert de Guingand, aquarelle, La Contemporaine
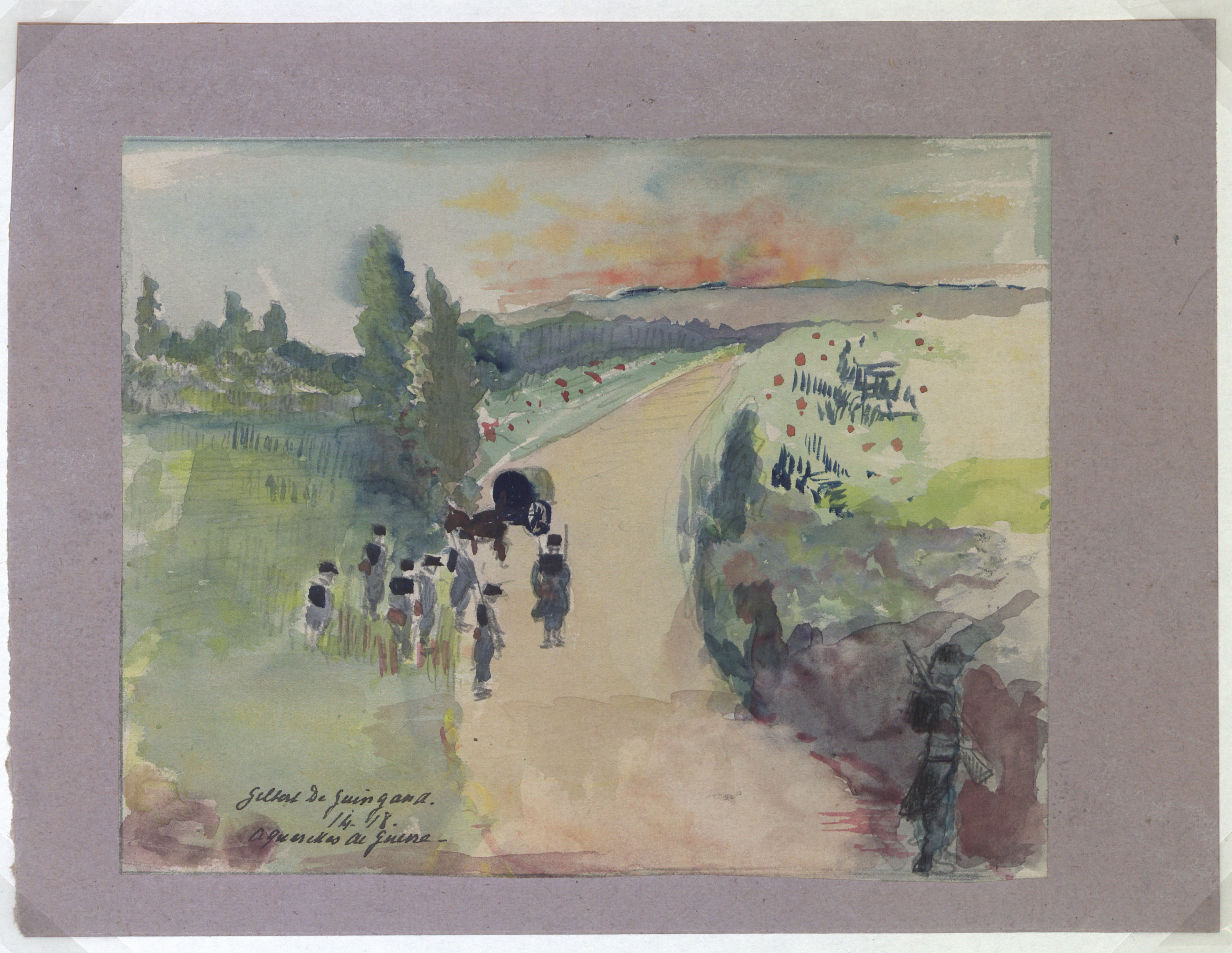
Halte sur une route, Gilbert de Guingand, aquarelle, La Contemporaine
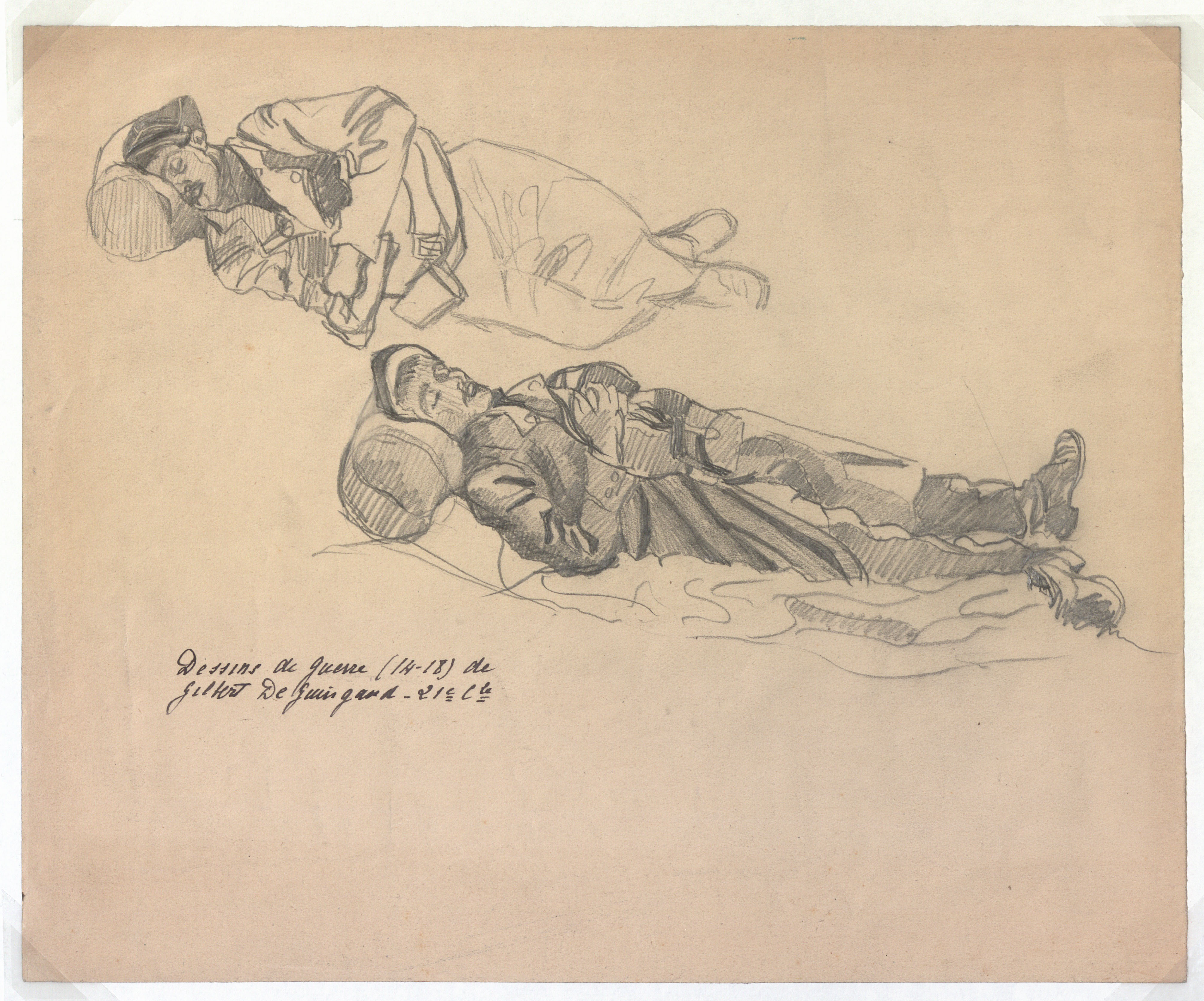
Deux soldats dormant, Gilbert de Guingand, graphite sur papier, La Contemporaine
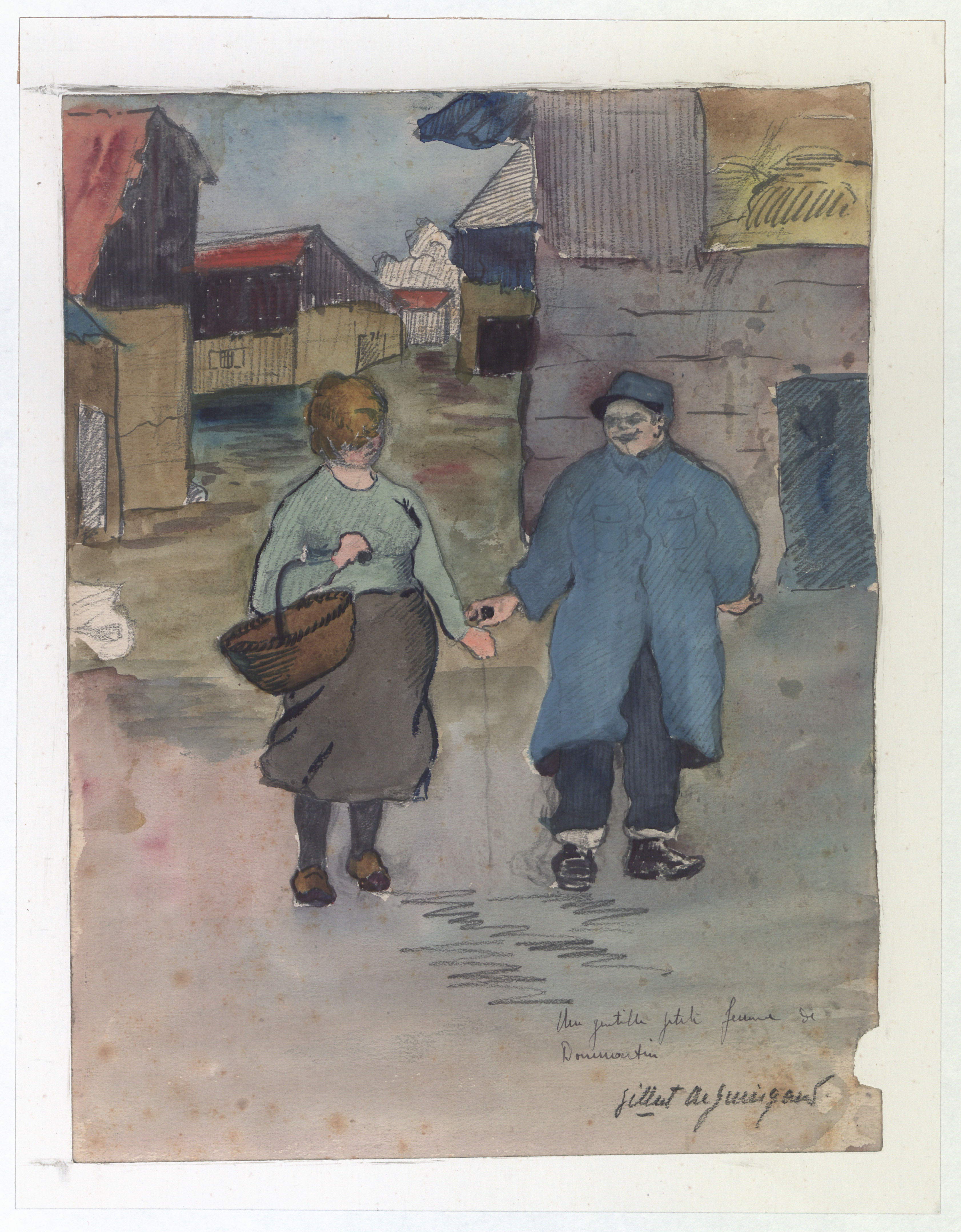
Une Gentille petite femme de Dommartin, Gilbert de Guingand, aquarelle, La Contemporaine
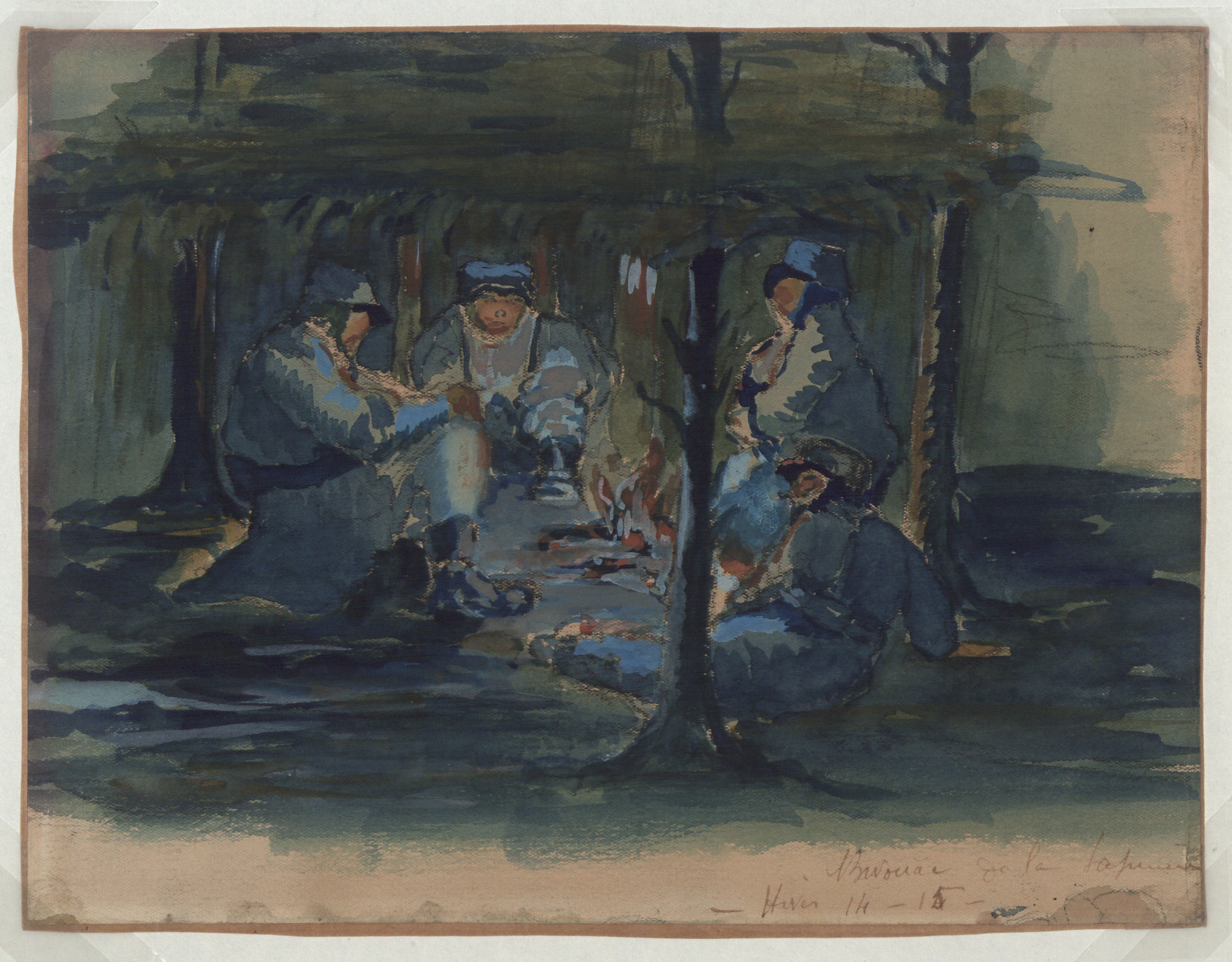
Bivouac de la Tapinière, hiver 1914-1915, Gilbert de Guingand, aquarelle, La Contemporaine
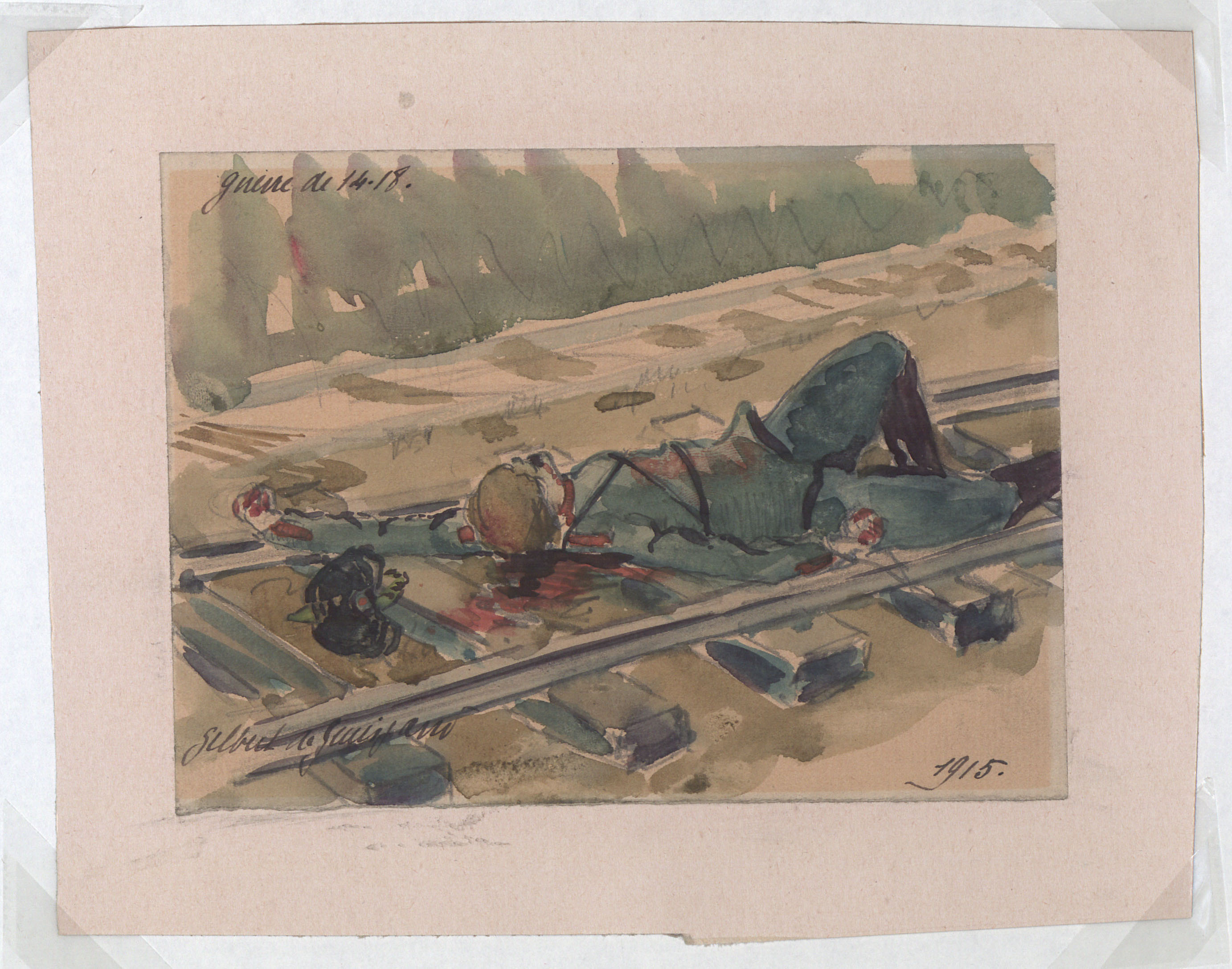
Soldat allemand mort, étendu sur une voie ferrée, Gilbert de Guingand, 1915, aquarelle, La Contemporaine
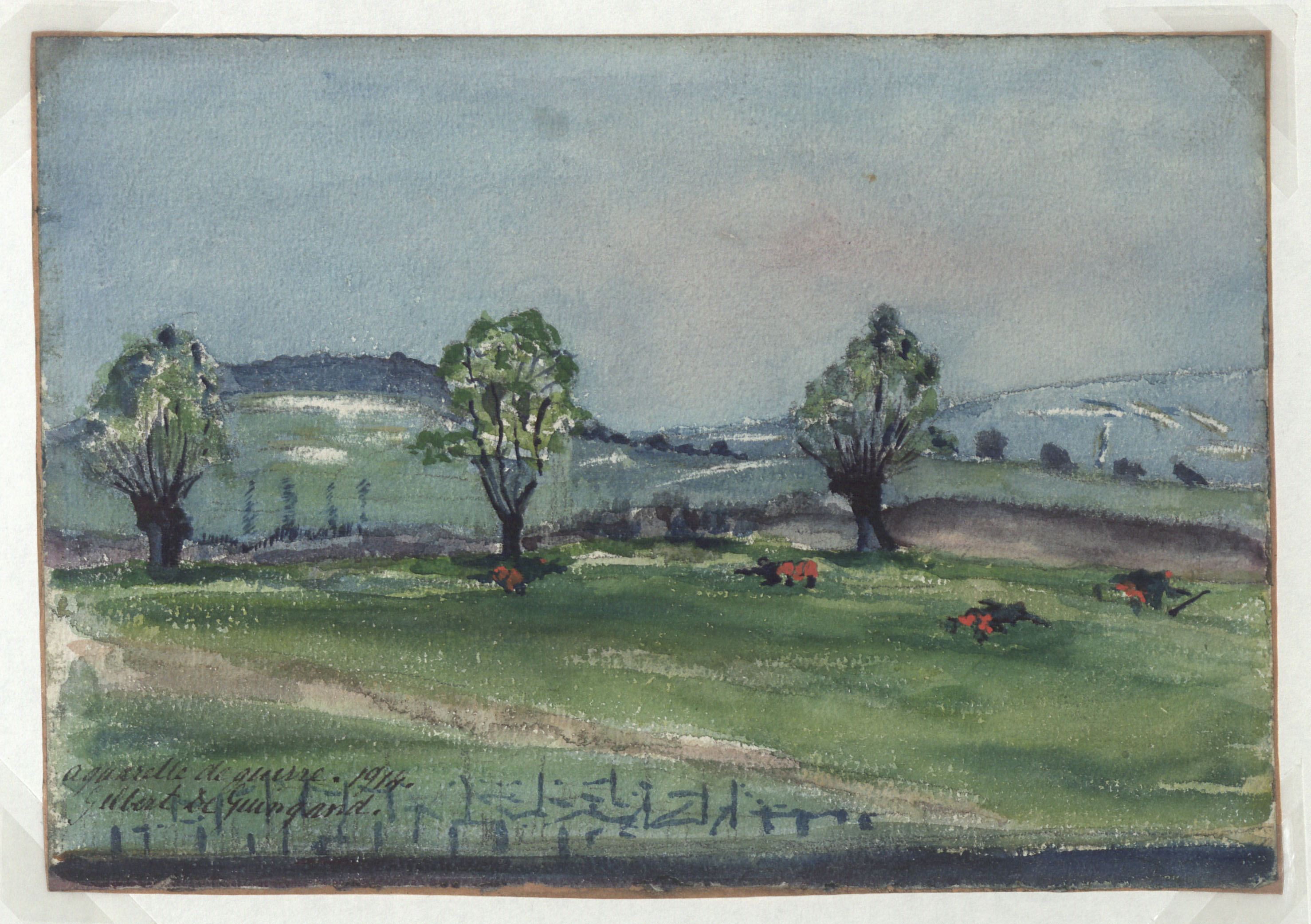
Soldats morts dans un pré, Gilbert de Guingand, 1914, aquarelle, La Contemporaine
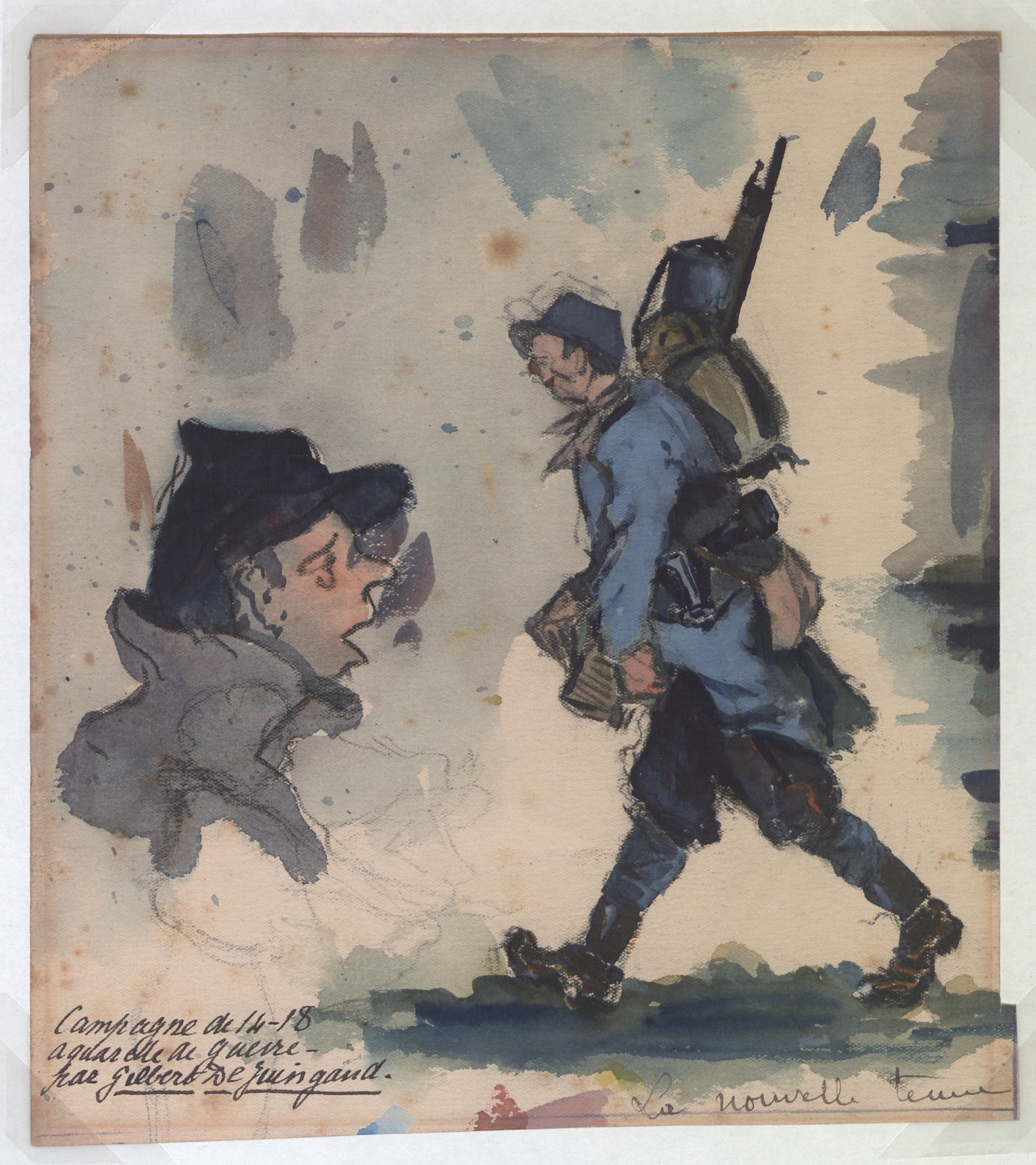
La Nouvelle tenue, Gilbert de Guingand, aquarelle, La Contemporaine
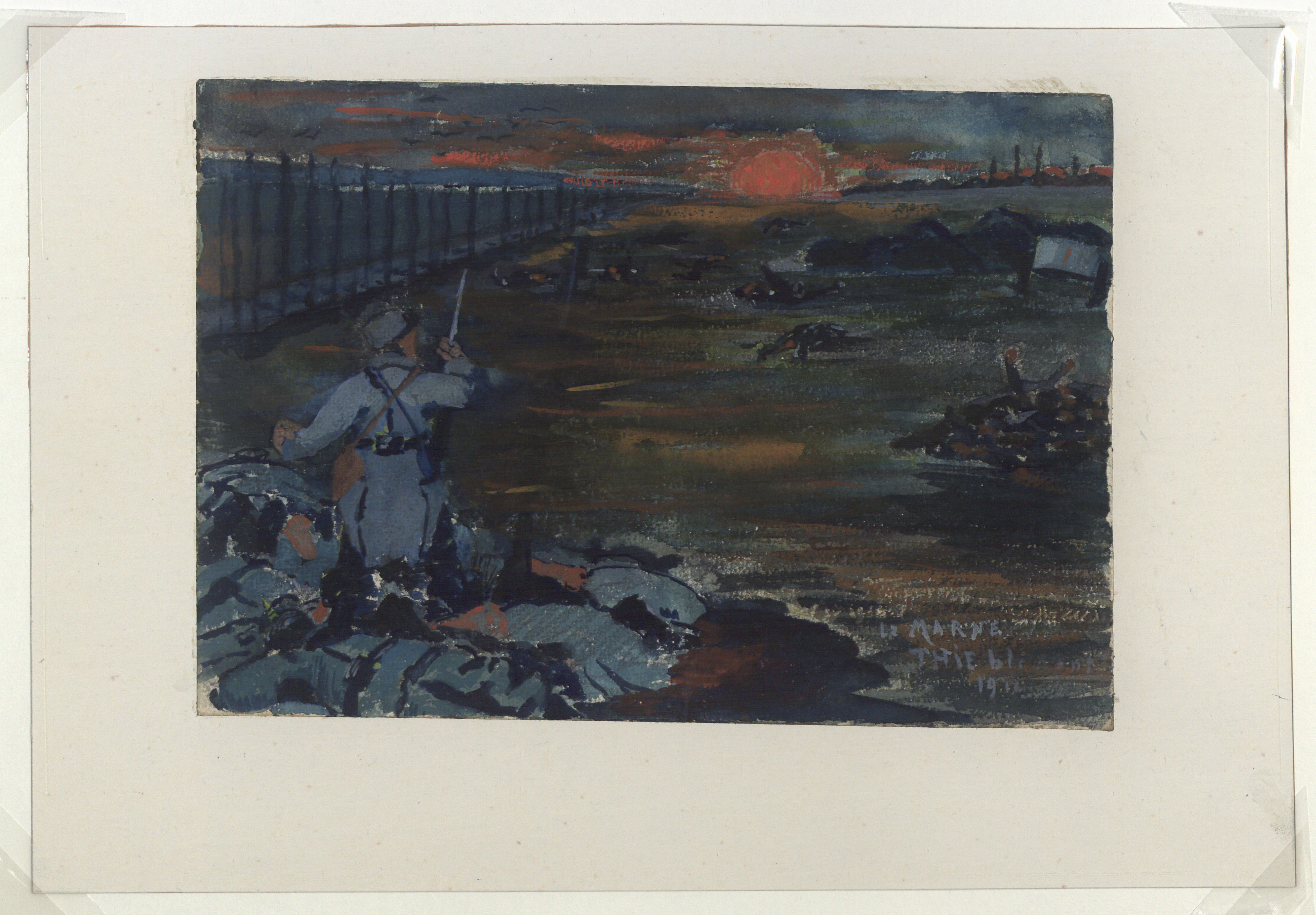
La Marne, Thiéblemont, Gilbert de Guingand, aquarelle, La Contemporaine
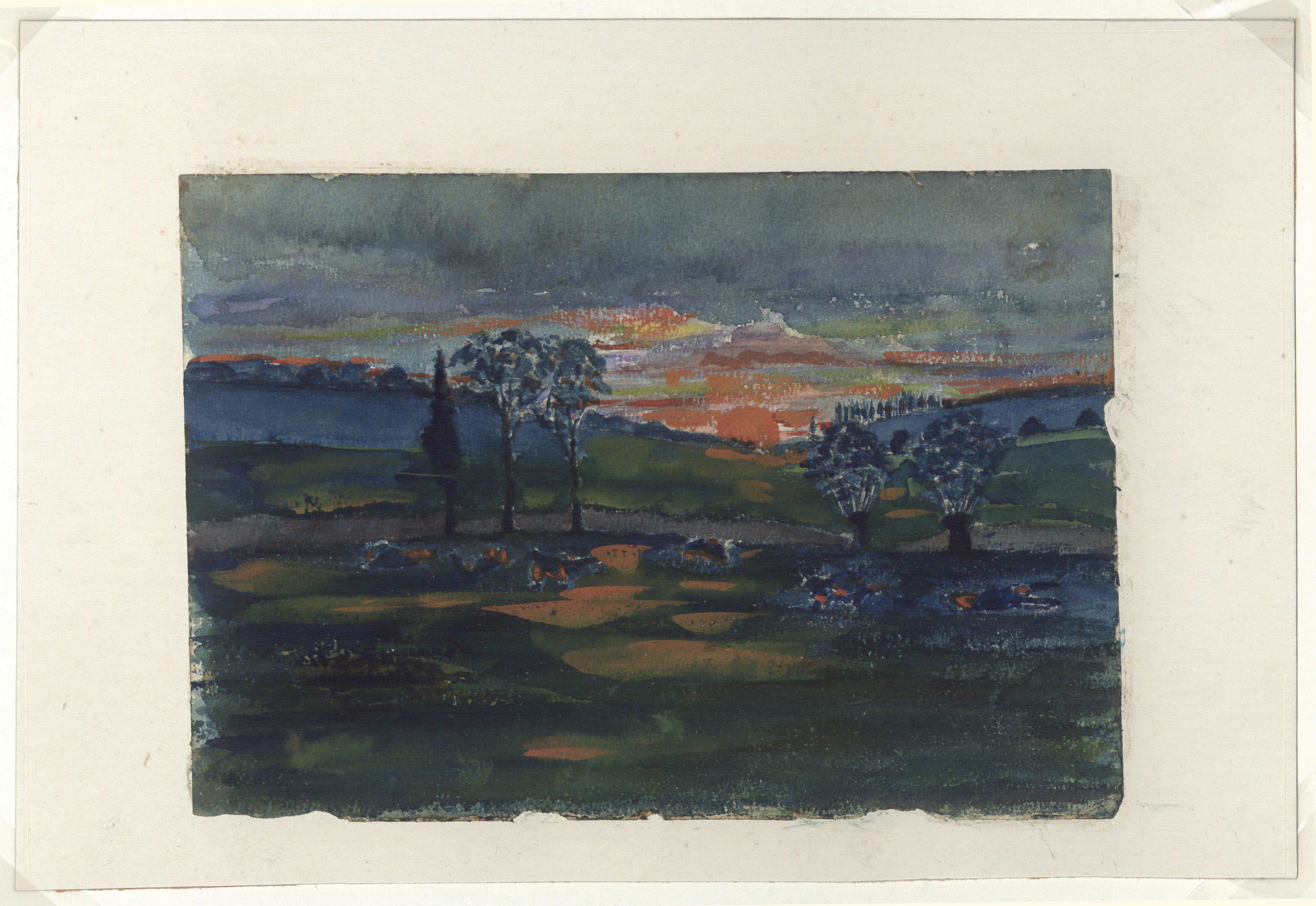
Bataille de la Marne, septembre 1914, Gilbert de Guingand, aquarelle, La Contemporaine
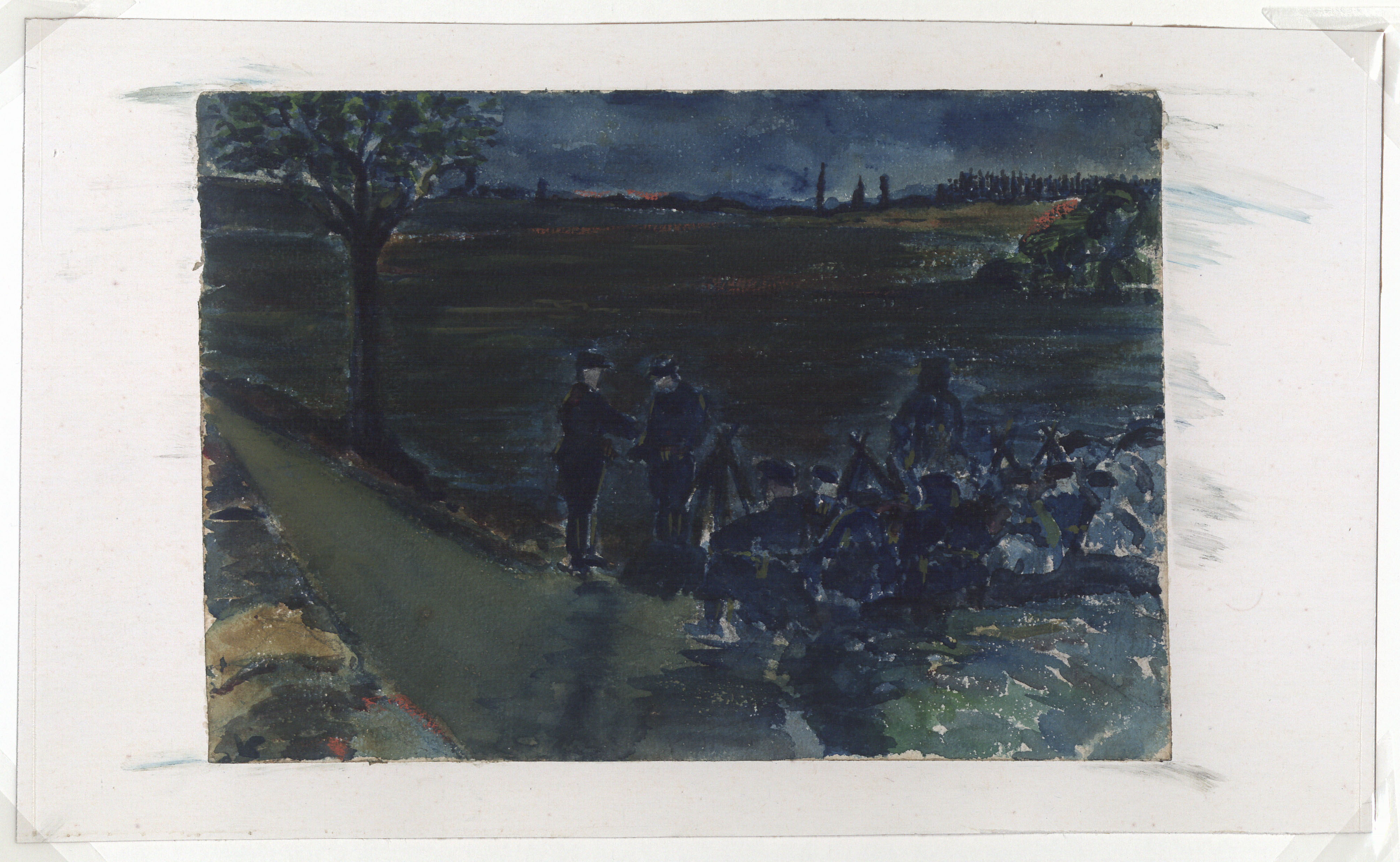
Bataille de la Marne, bivouac, septembre 1914, Gilbert de Guingand, aquarelle, La Contemporaine

## Sources
- (en) Cet article est partiellement ou en totalité issu de l’article de Wikipédia en anglais intitulé « Gilbert de Guingand » (voir la liste des auteurs).

1. 1 2 3 4 5  (en) fiche sur www.theaerodrome.com, rubrique Aces.
2. 1 2 3 4 5  Over the Front, p. 141-142.
3. ↑  https://gallica.bnf.fr/ark:/12148/bpt6k291941c/texteBrut Le Figaro, numéro 64 du mercredi 30 octobre 1918.
4. ↑  Fiche militaire consultable sur le site Mémoire des Hommes.
5. ↑  « Base des personnels de l'aéronautique militaire », sur Mémoire des Hommes (consulté le 31 janvier 2024)
6. ↑  « Notice LH/1245/26 ».
7. ↑  « Base des personnels de l'aéronautique militaire », sur Mémoire des Hommes (consulté le 31 janvier 2024)
8. ↑  « Base des personnels de l'aéronautique militaire », sur Mémoire des Hommes (consulté le 31 janvier 2024)
9. ↑  « Gilbert Deguingand », sur www.as14-18.net (consulté le 31 janvier 2024)
10. ↑  « Liste des expositions organisées par La Contemporaine », sur La Contemporaine (consulté le 31 janvier 2024)

## Ouvrages de référence
- (en) Norman L. R. Franks et Frank W. Bailey, Over the front : a complete record of the fighter aces and units of the United States and French Air Services, 1914-1918, Londres, Grub Street, 1992, 228 p. (ISBN 978-0-948817-54-0 et 0-948-81754-2, lire en ligne).